# Jumilla
Jumilla er en by og kommune i det sydøstlige Spanien i Murcia-regionen. Den har et indbyggertal på 27.263 (2024) indbyggere.